# Zofia Stefanowska-Treugutt
Zofia Stefanowska-Treugutt, pseudonim Zosia (ur. 9 marca 1926 w Warszawie, zm. 27 kwietnia 2007 tamże) – historyk literatury polskiej, badaczka literatury romantycznej, redaktor kwartalnika „Pamiętnik Literacki”, profesor zwyczajny. Autorka wielu prac naukowych. Córka znanego warszawskiego lekarza, pułkownika Antoniego Stefanowskiego, ofiary zbrodni katyńskiej zabitego w Katyniu. Jej mężem był Stefan Treugutt, historyk literatury (autor książek o Juliuszu Słowackim) i teatrolog. Mieli dwójkę dzieci – Jana Treugutta oraz Ewę Werpachowską.

## Członkostwo w AK
W czasie II wojny światowej uczestniczyła  w tajnych kompletach, należała do Armii Krajowej; podczas  powstania warszawskiego służyła jako sanitariuszka Batalionu „Zośka”. Brała udział w walkach w obronie cmentarzy wolskich, na Starym Mieście (Stawki, Sapieżyńska, Franciszkańska), Śródmieściu (dokąd ze Starego Miasta przedostała się kanałami) i Czerniakowie. Tam odznaczyła się bohaterstwem, jako jedyna biegnąc pod ostrzałem do śmiertelnie rannego Andrzeja Romockiego ps. „Morro”. Za udział w powstaniu została odznaczona między innymi Krzyżem Walecznych (1989), oraz Warszawskim Krzyżem Powstańczym. 

## Praca naukowa
Uczennica historyka literatury i krytyka literackiego Wacława Borowego, ceniona edytorka, autorka nowatorskich rozpraw o twórczości Adama Mickiewicza i Cypriana Norwida. W latach 1945–1950 studiowała filologię polską na Uniwersytecie Warszawskim, gdzie pod opieką Wacława Borowego uzyskała tytuł magistra na podstawie rozprawy Listy Słowackiego jako źródło sądów o poecie. W 1964 uzyskała stopień doktora na podstawie rozprawy Człowiek rozsądny i człowiek szalony w »Dziadach« wileńskich Mickiewicza, której promotorem był Kazimierz Wyka. W 1965 habilitowała się na podstawie książki Historia i profecja. Studium o »Księgach narodu polskiego i pielgrzymstwa polskiego«. W styczniu 1976 roku podpisała list protestacyjny do Komisji Nadzwyczajnej Sejmu PRL przeciwko zmianom w Konstytucji Polskiej Rzeczypospolitej Ludowej. 
Profesor Instytutu Badań Literackich PAN w Warszawie oraz wykładowca Instytutu Filologii Polskiej Akademii Podlaskiej w Siedlcach w latach 1994–1996. Prowadziła również wykłady na Uniwersytecie Jagiellońskim i zajęcia z edytorstwa na Uniwersytecie Kardynała Stefana Wyszyńskiego (2000–2004). Wydała książki Historia i profecja. Studium o Księgach narodu polskiego i pielgrzymstwa polskiego (1962; praca habilitacyjna), Próba zdrowego rozumu. Studia o Mickiewiczu (1976; tu wykład habilitacyjny o Wielkiej improwizacji Mickiewicza), Strona romantyków. Studia o Norwidzie (1993). Była, obok Zbigniewa Jerzego Nowaka i Czesława Zgorzelskiego, redaktorem naczelnym nowej, jubileuszowej (od roku 1998) edycji popularno-krytycznej Dzieł Adama Mickiewicza (Warszawa, „Czytelnik”)). Od 1991 roku pełniła funkcję redaktora naczelnego wydania krytycznego Mickiewicza (inne niż wydanie „Czytelnika”). Wznowiła też we własnym opracowaniu edytorskim rozprawy Wacława Borowego: książkę O poezji polskiej w wieku XVIII (1978) i w dwóch tomach Studia i szkice literackie (1983). Opracowała do wydania wybór studiów Wiktora Weintrauba Mickiewicz - mistyczny polityk i inne studia o poecie (1998). Razem z Januszem Tazbirem redagowała serię książek Życiorysy historyczne, literackie i legendarne. Promotorka dwóch przewodów doktorskich.
Członek Zarządu Głównego Towarzystwa Literackiego im. Mickiewicza, ponadto członek Komitetu Nauk o Literaturze PAN, Towarzystwa Popierania i Krzewienia Nauk, Towarzystwa Naukowego Warszawskiego oraz Towarzystwa Naukowego KUL. Działała jako wiceprezes Ogólnopolskiego Komitetu Mickiewiczowskiego, który przygotowywał jubileusz 200-lecia urodzin poety (1998).
W styczniu 2007 została odznaczona Złotym Medalem „Zasłużony Kulturze Gloria Artis” przez ministra kultury i dziedzictwa narodowego Kazimierza Ujazdowskiego.
Jej grób znajduje się na cmentarzu Powązkowskim w Warszawie (pod murem V-grób 64/65).

## Publikacje (wybrane)
- Mickiewicz a Lamennais w latach 1830-1834, powielacz PAN, Warszawa 1956
- Historia i profecja. Studium o «Księgach narodu i pielgrzymstwa polskiego» Adama Mickiewicza, PIW, Warszawa 1962 (wyd. 2: Wydawnictwo Literackie, Kraków 1998)
- Próba zdrowego rozumu. Studia o Mickiewiczu, PIW, Warszawa 1976 (wyd. 2 zmienione: Rytm, Warszawa 2001)
- Strona romantyków. Studia o Norwidzie, Towarzystwo Naukowe KUL, Lublin 1993